# (15466) Barlow
(15466) Barlow est un astéroïde de la ceinture principale.

## Description
(15466) Barlow est un astéroïde de la ceinture principale. Il fut découvert le 14 janvier 1999 à la station Anderson Mesa par le programme LONEOS. Il présente une orbite caractérisée par un demi-grand axe de 2,55 UA, une excentricité de 0,14 et une inclinaison de 13,7° par rapport à l'écliptique.

## Compléments